# Pietro Corsi
Pietro Corsi (Trieste, 20 luglio 1948) è uno storico della scienza italiano.

## Biografia
Pietro Corsi ha seguito i suoi studi universitari dal 1967 al 1971 alla Facoltà di filosofia dell'Università di Pisa e alla Classe di Lettere della Scuola Normale Superiore di Pisa. Sotto la direzione di Francesco Barone e Gilberto Bernardini, si è occupato di argomenti storico-scientifici ed in particolar modo di alcuni aspetti dell'opera di Galileo, Cartesio e delle concezioni storiografiche di Alexandre Koyré. Nel 1971 si è laureato con una tesi sull'epistemologia e la storia della scienza in Francia da Henri Poincaré ad Alexandre Koyré. Dal 1976 al 1987 ha svolto attività di ricercatore presso la Facoltà di filosofia dell'Università di Pisa, la Wellcome unit for the history of medicine dell'Università di Oxford (1973-1980), il King's College research center di Cambridge (1980-1981) e il Department of the history of science, Harvard university (1983-1987). Nel 1981 ha conseguito il dottorato in storia della scienza alla Facoltà di storia dell'Università di Oxford. Nominato nel 1987 professore associato di storia della scienza presso la Facoltà di lettere dell'Università di Cassino, è ordinario dal 1997. In congedo dall'Università di Cassino sino al 2015, ha ricoperto la carica di directeur d'études all'École des hautes études en sciences sociales di Parigi (2000-2018), di docente di storia della scienza presso l'Université Paris 1, Pantheon Sorbonne (1999-2006) e dal 2006 al 2015 è stato chair professor of the history of science presso l'Università di Oxford. Dal 2001 al 2005 è stato direttore del Centre de recherches en histoire des sciences et des techniques della Citè des sciences et de l'industrie, Parigi. Nel 1991 ha ricevuto il titolo di Chevalier des Palmes Acadèmiques, conferitogli dal Governo francese. Pietro Corsi ha inoltre collaborato con numerose riviste, come Annals of science, il British journal for the history of science e il Journal of the history of biology. Tra il 1982 e il 2016 è stato a diverse riprese membro dell'editorial board delle riviste Nuncius, Isis-Journal of the history of science society, Histoire du CNRS, Notes and records of the Royal Society, Centaurus e HOPOS-The journal of the International society for the history of philosophy of science. Co-fondatore con Massimo Piattelli Palmarini della Rivista KOS, dedicata alla storia dell'iconografia scientifica (1983-1987), dal 1984 al 1987 è stato editor in chief della rivista FMR USA. Nel 1992 ha fondato La Rivista dei Libri, edizione in lingua italiana di The New York review of books, che ha diretto sino al 2010. Numerose sono le mostre a cui ha prestato la sua collaborazione come segretario scientifico: la prima, di cui è stato anche autore, dal titolo La fabbrica del pensiero: dall'arte della memoria alle neuroscienze, organizzata nel 1989 dal Museo Galileo - Istituto e museo di storia della scienza di Firenze, ha ottenuto grande riscontro anche a livello internazionale (allestimenti a Parigi, Cité des sciences et de l'industrie, Madrid, Museo nacional de ciencias naturales, versione itinerante in quattro paesi europei e negli Stati Uniti). L'esposizione analizzava i rapporti tra le scienze del cervello e della mante con ambiti culturali più vasti (arte, filosofia, scienze sociali) dal Rinascimento alle teorie del darwinismo neurale di Gerald Edelman.  È stato membro del consiglio scientifico e autore di sezioni delle mostre Tous les savoirs du Monde, organizzata in occasione dell'apertura della sede François Mitterrand della Bibliothèque de France (1996) e della mostra l'Âme au corps, Grand Palais, Paris (1994). Dal 1994 al 2004 è stato responsabile del settore Scienza dell'Oxford dictionary of national biography e dal 2014 riveste incarico analogo presso il Dizionario biografico degli italiani. Dal 1997 al 2001 Pietro Corsi è stato direttore dell'Istituto italiano di cultura a Parigi e dal 2003 al 2010 membro del comitato scientifico della Cité des Sciences et de l'Industrie di Parigi. Dal 1998 ha inoltre curato alcuni siti web dedicati ai principali argomenti dei suoi studi (Lamarck, Buffon, Lavoisier e la cartografia geologica del XIX secolo in Italia e Francia). Il 16 novembre 2016 è stato insignito della Medaille Marc-Auguste Pictet della Société de physique et d'histoire naturelle di Ginevra.

## Studi
I primi studi di Pietro Corsi si sono concentrati sulla figura e l'opera di Jean-Baptiste Lamarck, con particolare attenzione alle sue dottrine biologiche e tassonomiche. Le ricerche su Lamarck e la sua scuola si sono basate sullo studio sistematico del dibattito francese nei confronti delle scienze naturali tra il 1780 e il 1880, ovvero dalla dissoluzione dell'impero istituzionale e teorico di Georges Louis Leclerc Buffon fino al dibattito critico con le teorie evoluzionistiche di Charles Darwin. Il risultato di questi studi lo ha portato nel 1983 alla pubblicazione del volume Oltre il mito: Lamarck e le scienze naturali del suo tempo, che nel 1988 è stato ripubblicato in una nuova edizione dalla University of California press (The age of Lamarck: evolutionary theories in France, 1790-1830). Un'ulteriore versione ampiamente riveduta, che contiene in appendice una prosopografia dei 978 allievi che assistettero alle lezioni di Lamarck al Muséum, è apparsa nel 2001 per CNRS éditions, Parigi.
Parallelamente allo studio su Lamarck, Corsi si è interessato all'evoluzionismo inglese e ai difficili processi di mutazione sociale, politica e culturale che hanno portato all'accettazione delle dottrine evoluzionistiche nella prima metà del XIX secolo. Nella tesi di dottorato discussa ad Oxford nel 1980, viene analizzata la metodologia della scienza, la teologia naturale, la questione delle specie nelle opere di Baden Powell e il contesto dei dibattiti inglesi che accompagnarono la diffusione delle prime teorie evoluzionistiche. Baden Powell, padre del fondatore dei Boy Scouts, fu un matematico, teologo e prolifico commentatore che difese la legittimità epistemologica e teologica di modelli evoluzionistici già a partire dal 1838. Pietro Corsi ha esaminato in dettaglio il rapporto tra Darwin e il trasformismo francese sottolineando l'influenza di Charles Lyell nella formazione del giovane Darwin. Il soggiorno a Cambridge nell'anno accademico 1980-81, ha permesso a Corsi di approfondire i rapporti tra le scienze fisiche e le scienze sociali nel periodo dal 1810 al 1840 con particolare riferimento ai dibattiti sui fondamenti dell'economia politica. Nel 1983 si è soffermato sull'aspetto delle scienze naturali prima e dopo l'Unità d'Italia ed in seguito, prendendo spunto dagli studi su Charles Lyell, ha iniziato un programma di ricerche sulla geologia italiana tra il 1861 e il 2006 per spiegare i motivi per cui l'Italia è il solo paese industrializzato a non avere una carta geologica esaustiva del proprio territorio nazionale. Alcuni dei risultati ottenuti con queste ricerche sono stati esposti nelle notizie biografiche di geologi italiani come Igino Cocchi, Carlo de Stefani e Felice Giordano redatte per il Dizionario biografico degli italiani. Un lungo articolo del 2007, Much ado about nothing: the Italian geological survey, 1861-2001, comparso su Earth sciences history, fa il punto sui rapporti tra lo Stato e le scienze della Terra nell’Italia post-unitaria e contemporanea. Nel 2015 ha contribuito al progetto della Royal Society dedicato alla storia e alla situazione attuale dei periodici scientifici. Il suo studio, What do you mean by a periodical: form and function è comparso nel 2016 in Notes and Records of the Royal Society of London.

## Principali pubblicazioni[5]
- Pietro Corsi, L’evoluzionismo prima di Darwin: Baden Powell e il dibattito anglicano, 1800-1860, Brescia, Morcelliana, 2014, ISBN 978-88-372-2736-4.
- Pietro Corsi, Fossils and reputations: a scientific correspondence, Pisa, Paris, London 1854-1857, Pisa, Pisa university press, 2008, ISBN 978-88-849-2564-0.
- Pietro Corsi, Lamarck: Sprongen in de evolutie, Amsterdam, Natuurwetenschap & Techniek, 2008, ISBN 978-90-76988-99-3.
- Pietro Corsi, Lamarck : genèse et enjeux du transformisme : 1770-1830, Paris, CNRS, 2001, ISBN 22-710-5701-9.
- Pietro Corsi, Lamarck: il mondo naturale si affaccia all'evoluzione, in Le scienze, I grandi della scienza, vol. 3, n. 18, dicembre 2000.
- Pietro Corsi e Roger Chartier, Sciences et langues en Europe, Paris, EHESS, 1994.
- Pietro Corsi, The enchanted loom: chapters in the history of science, Oxford, Oxford university press, 1991.
- Pietro Corsi, The age of Lamarck : evolutionary theories in France, 1790-1830, Berkeley, University of California press, 1988, ISBN 05-200-5830-5.
- Pietro Corsi, Science and religion : Baden Powell and the Anglican debate, 1800-1860, Cambridge, Cambridge university press, 1988, ISBN 05-212-4245-2.
- Pietro Corsi, Oltre il mito : Lamarck e le scienze naturali del suo tempo, Bologna, il Mulino, 1983, ISBN 88-150-0271-5.